# Gordon Ashcroft
Gordon Aschroft (7 tháng 9 năm 1902 – sau 1930) là một cầu thủ bóng đá người Anh thi đấu ở vị trí thủ môn. Sinh ra ở Lea, Lancashire, ông thi đấu cho Coppull Central trước khi gia nhập đội bóng tại Football League First Division Burnley vào tháng 11 năm 1925. Ông ra mắt cho câu lạc bộ ngày 7 tháng 12 năm 1925 trong chiến thắng 3–1 trước Birmingham tại Turf Moor. Ashcroft không thể ra sân cho đội một Burnley một lần nào nữa và được giải phóng hợp đồng cuối mùa giải 1926–27. Vào tháng 8 năm 1927 ông ký hợp đồng với Burscough Rangers, và sau đó thi đấu cho Lancaster Town.